# Omfalos

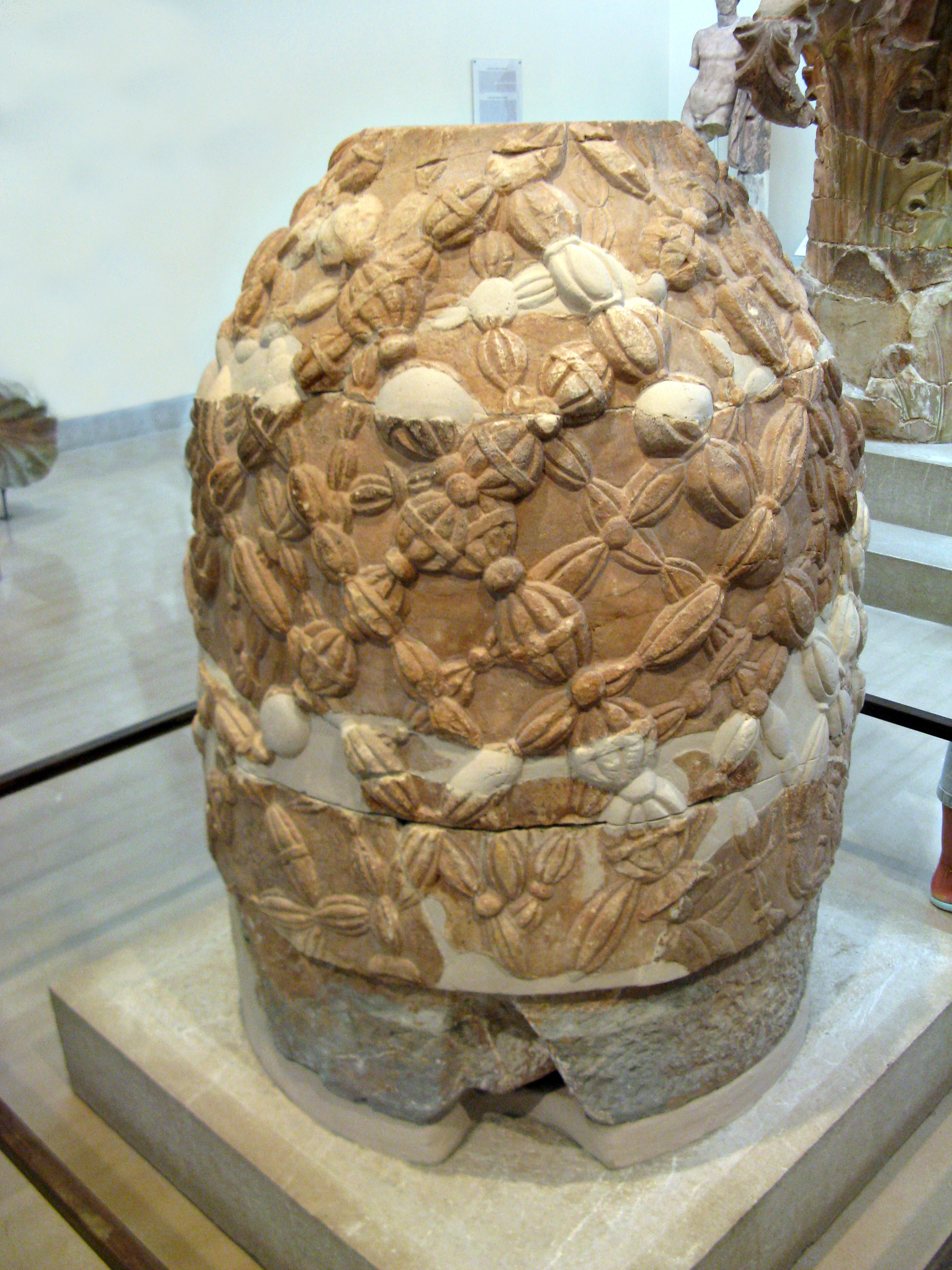
Omfalos w muzeum w Delfach.

Omfalos (gr. omphalós „pępek”) – starożytny artefakt w kształcie półokrągłego kamienia, który przez starożytnych Greków uważany był za pępek świata. Kamień znajdował się w świątyni Apolla w Delfach. Był on również uważany za wyrocznię, dzięki której ludzie kontaktowali się z bogami. Obecnie eksponowany przez Muzeum Archeologiczne w Delfach.

## Pochodzenie kamienia
- Według kultury greckiej dwa orły wypuszczone przez Zeusa ze świątyni Apolla w różne strony spotkały się powtórnie w tym miejscu po obleceniu Ziemi. Na pamiątkę tego zdarzenia umieszczono w świątyni 2 złote orły, które zostały usunięte przez wodza Fokijczyków Filomelosa w czasie „wojny świętej” (IV w. p.n.e.)[2].
- Jeden z mitów minojskich mówi, iż matka Zeusa podsunęła go Kronosowi, który pożerał własne dzieci. Kamień ocalił życie Zeusa, przez co był on z nim łączony[3].